# Un spectre hante le Texas
Un spectre hante le Texas (titre original : A Specter is Haunting Texas) est un roman de science-fiction de l'écrivain américain Fritz Leiber publié aux États-Unis sous forme de roman en 1969 après une parution en trois parties dans le magazine Galaxy Science Fiction en 1968.
En France, le roman est traduit par Frank Straschitz en 1977.

## Résumé
Sur Circumluna, la grande station spatiale, les artistes jouent pour les scientifiques qui, il y a un siècle, ont daigné les sauver de la guerre nucléaire. Mais Christopher Crockett La Cruz, dit « petit crâne », a reçu pour mission d'aller sur Terre revendiquer un héritage secret. Pas facile quand on est un échalas de deux mètres, sans un gramme de muscle à cause de l'impesanteur ! Il doit donc porter un exosquelette que son père, inspiré, décore à l'image de la Mort.
En arrivant sur Terre, Christopher apprend qu'il est à « Austin, Texas, Texas »... car les Texans ont absorbé l'Amérique du Nord ; devenus géants grâce à une hormone spéciale, ils prisent le folklore des cow-boys, ont réduit en esclavage les Mexicains et changent de gouverneur par l'assassinat.
L'apparence frappante de Christopher effraie, fascine ou inspire. On le recrute pour assassiner le gouverneur ; puis les Mexicains le veulent pour figure de proue de leur révolte. Il accepte, par amour pour deux femmes et pour échapper aux Texans. Entre clandestinité et gravité écrasante, sa vie terrestre n'est pas facile, et il n'avance guère vers Yellowknife où repose son héritage. Il ne le conquerra en fait jamais, mais il retournera sur Circumluna riche de nouveaux alliés.

## Éditions
- A Specter is Haunting Texas, Walker & Co., 1969, 245 p.
- Un spectre hante le Texas, OPTA, coll. « Anti-mondes », janvier 1977, trad. Frank Straschitz, 266 p.  (ISBN 2-7201-0078-1).
- Un spectre hante le Texas, Presses de la Cité, coll. « Superlights », juin 1983, trad. Frank Straschitz, 256 p.  (ISBN 2-258-01228-7).